# 1691

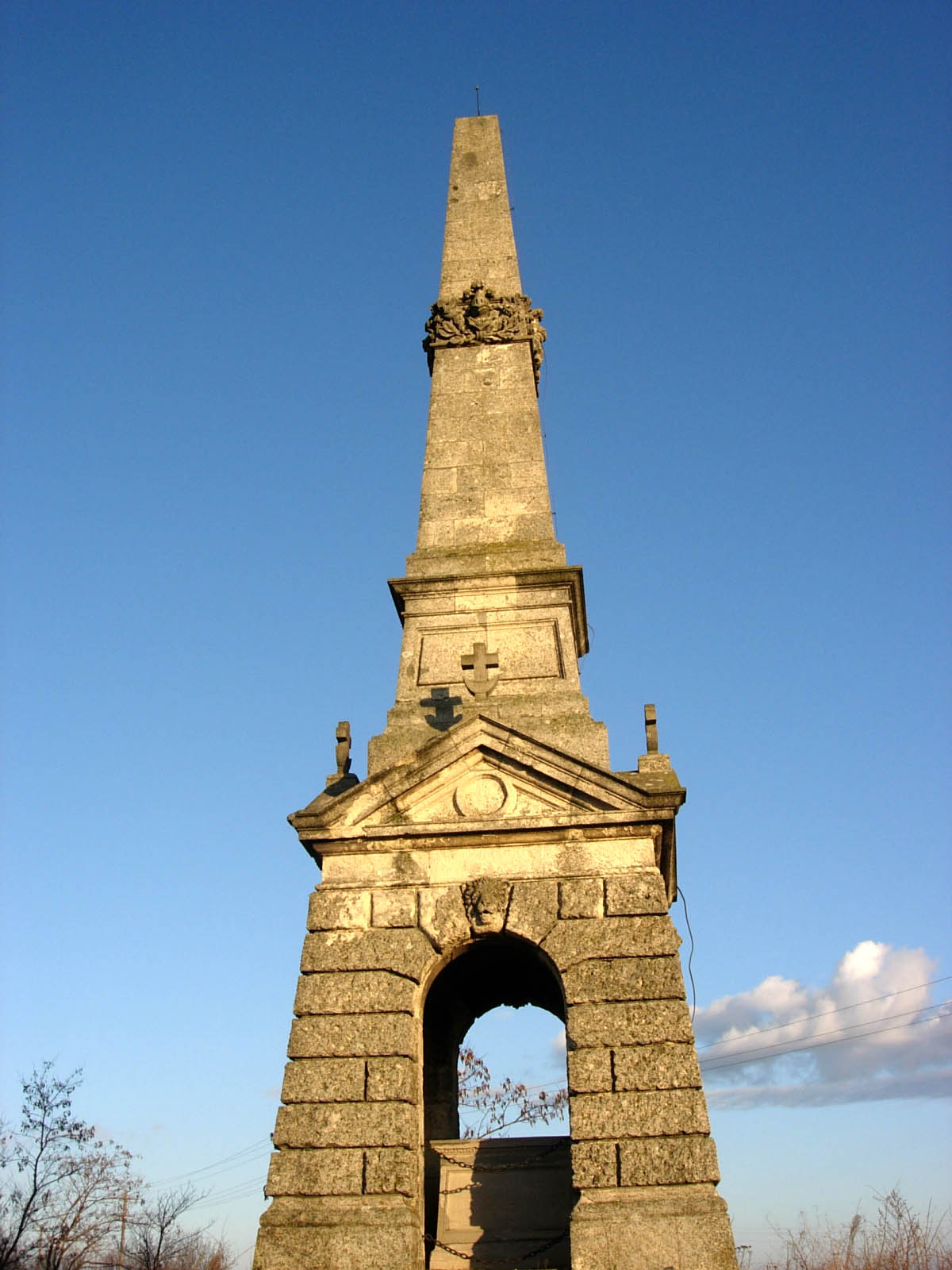
Památník bitvy u Slankamenu (bitva mezi Habsburky a Osmany)

1691 (MDCXCI) byl rok, který dle gregoriánského kalendáře započal pondělím.

## Události
- 29. březen – po 24 dnech obležení francouzskými vojsky kapitulovala španělská posádka města Mons
- 12. červenec – bitva u Aughrimu, oranžisté porazili Iry věrné Jakubu II.
- 16. srpen – bitva u Slankamene, Ludvík Bádenský porazil Turky
- 3. říjen – Patrick Sarsfield kapituluje v Limericku a se 14 000 muži opouští Irsko (tzv. odlet divokých husí).
- Ahmed II. nahradil na tureckém trůně Sulejmana II.

### Probíhající události
- 1683–1699 – Velká turecká válka
- 1688–1697 – Devítiletá válka
- 1689–1697 – Válka krále Viléma

## Věda a umění
- Michel Rolle postuloval Rolleho větu

## Narození
Česko
- 13. února – Antonín Koniáš, český spisovatel a jezuita († 27. října 1760)
- 27. listopadu – Josef Antonín Plánický, český zpěvák a hudební skladatel († 17. září 1732)
- ? – Jan František Händl, český kněz a barokní malíř († 8. března 1751)
- ? – Ignác Rohrbach, český sochař († 26. října 1747)

Svět
- 1. března – Conrad Beissel, německý mystik († 6. března 1768)
- 5. dubna
  - Ludvík VIII. Hesensko-Darmstadtský, německý šlechtic († 17. října 1768)
  - Anton Heinrich Friedrich von Stadion, Großhofmeister na kurfiřtském dvoře v Mohuči († 26. října 1768)
- 17. června – Giovanni Paolo Pannini, italský malíř a architekt († 21. října 1765)
- 28. srpna – Alžběta Kristýna Brunšvicko-Wolfenbüttelská, manželka císaře Karla VI. a matka Marie Terezie († 1750)
- 12. září – Jan Jiří III. Saský, Saský kurfiřt (* 22. srpna 1680)
- 17. září – Emanuel Silva-Tarouca, vídeňský dvorní architekt († 8. března 1771)
- 29. října – Kateřina Ivanovna, dcera ruského cara Ivana V. († 14. června 1733)
- ? – Francesco Feo, italský operní skladatel, († 28. ledna 1761)
- ? – Philip Miller, skotský zahradník a botanik († 18. prosince 1771)
- ? – Thomas Lumley, 3. hrabě ze Scarborough, britský důstojník a šlechtic († 15. března 1752)

## Úmrtí
- 2. února – Alexandr VIII., papež (* 22. dubna 1610)
- 4. února – Paul Ammann, německý lékař a botanik (* 31. srpna 1634)
- 8. února – Carlo Rainaldi, italský barokní architekt (* 4. května 1611)
- 23. dubna – Jean-Henri d'Anglebert, francouzský hudební skladatel (* 1. dubna 1629)
- 22. června nebo 23. června – Sulejman II., turecký sultán (* 1642)
- 26. července – Henry Cavendish, 2. vévoda z Newcastle, anglický šlechtic a politik (* 24. června 1630)
- 19. října – Isaac de Benserade, francouzský básník (* 15. října 1612)
- 15. listopadu – Aelbert Cuyp, holandský malíř, krajinář (* 1620)
- 31. prosince – Robert Boyle, irský přírodovědec a vynálezce (* 25. ledna 1627)
- prosinec – Miron Costin, moldavský kronikář, politik a básník (* 30. března 1633)
- ? – Hans Heinrich Mundt, pražský stavitel varhan (* 1632)

## Hlavy států
- Anglie – Vilém III. (1688–1702)
- Francie – Ludvík XIV. (1643–1715)
- Habsburská monarchie – Leopold I. (1657–1705)
- Osmanská říše – Sulejman II. (1687–1691) / Ahmed II. (1691–1695)
- Polsko-litevská unie – Jan III. Sobieski (1674–1696)
- Rusko – Ivan V. (1682–1696) a Petr I. Veliký (1682–1725)
- Španělsko – Karel II. (1665–1700)
- Švédsko – Karel XI. (1660–1697)
- Papež – Alexandr VIII. (1689–1691) / Inocenc XII. (1691–1700)
- Perská říše – Safí II.